# Antal Kotász
Antal Kotász (Vasvár, 1º settembre 1929 – Budapest, 6 luglio 2003) è stato un calciatore ungherese, di ruolo centrocampista.